# Drag Race Germany
Drag Race Germany est une émission de téléréalité allemande basée sur la série télévisée américaine RuPaul's Drag Race.
L'émission, présentée par Barbie Breakout, est un concours de drag queens au cours de laquelle est sélectionnée la « prochaine grande reine du drag allemand ». Chaque semaine, les candidates sont soumises à différents défis et sont évaluées par un groupe de juges dont font partie des personnalités qui critiquent la progression des participantes et leurs performances.
Le lancement de la série est annoncé le 9 août 2022 par WOW Presents,.

## Format

### Mini défi
Le mini défi consiste souvent en une tâche ordonnée aux candidates au début d'un épisode avec des prérequis et des limitations de temps. La ou les gagnantes du mini défi sont parfois récompensées par un cadeau ou un avantage lors du maxi défi. Certains épisodes ne présentent pas de mini défi.

### Maxi défi
Il peut s'agir d'un défi individuel ou d'un défi de groupe. Les thèmes des maxi défis sont très variés, mais sont souvent similaires de saison en saison : les candidates ont souvent pour défi de confectionner une ou plusieurs tenues selon un thème précis, parfois en utilisant des matériaux non conventionnels. D'autres défis se concentrent sur la capacité des candidates à se présenter face à une caméra, à se représenter sur de la musique ou humoristiques.

### Défilé
Après le maxi défi, les candidates défilent sur le podium principal de Drag Race Germany. Le défilé est composé de la tenue confectionnée par les candidates pour le défi ou d'une tenue au thème assigné aux candidates avant l'émission et annoncé au début de la semaine : cette tenue est généralement amenée au préalable par les candidates et n'est pas préparée dans l'atelier. Le défilé fait généralement partie du jugement final des candidates.

### Lip-syncs
Lors de chaque épisode, les candidates en danger d'élimination doivent faire un playback sur une chanson annoncée au préalable afin d'impressionner les juges. Après la performance, le gagnant du lip-sync, qui reste dans la compétition, est annoncé, tandis que la candidate perdante est éliminée de la compétition.

## Juges deDrag Race Germany
Après le défi et le défilé de la semaine, les candidates font face à un panel de jurés afin d'entendre les critiques de leur performance. Le jugement se compose de deux parties ; une première partie avec les meilleures et pires candidates de la semaine sur le podium et une deuxième partie de délibérations entre les juges en l'absence des candidates.
| Juge             | Saison     |
| Juge             | 1          |
| ---------------- | ---------- |
| Barbie Breakout  | Principale |
| Gianni Jovanovic | Principale |
| Dianne Brill     | Principal  |

## Récompenses
Chaque saison, la gagnante de l'émission reçoit une sélection de récompenses.
Saison 1 :
- Un an d'approvisionnement de maquillage chez Anastasia Beverly Hills ;
- 100 000 euros.

## Résumé des saisons
| Saison | Date de première diffusion | Date de dernière diffusion | Gagnante    | Seconde(s)                   | Récompenses                                                                            |
| ------ | -------------------------- | -------------------------- | ----------- | ---------------------------- | -------------------------------------------------------------------------------------- |
| 1      | 5 septembre 2023           | 21 novembre 2023           | Pandora Nox | Metamorkid Yvonne Nightstand | - 100 000 euros - Un an d'approvisionnement de maquillage chez Anastasia Beverly Hills |

### Progression des candidates
|                    | Saison 1                     |
| ------------------ | ---------------------------- |
| Première diffusion | 5 septembre 2023             |
| Épisodes           | 12                           |
|                    |                              |
| Gagnante           | Pandora Nox                  |
| Seconde(s)         | Metamorkid Yvonne Nightstand |
| 3e place           | Metamorkid Yvonne Nightstand |
| 4e place           | Kelly Heelton                |
| 5e place           | Loreley Rivers               |
| 6e place           | Victoria Shakespears         |
| 7e place           | Nikita Vegaz                 |
| 8e place           | Tessa Testicle               |
| 9e place           | LéLé Cocoon                  |
| 10e place          | The Only Naomy               |
| 11e place          | Barbie Q                     |

 La candidate a été élue Miss Darling.

### Saison 1 (2023)
La première saison de Drag Race Germany  est diffusée à partir du 5 septembre 2023 sur MTV et Paramount+. Onze candidates sont sélectionnées pour tenter de devenir la « prochaine superstar allemande du drag ».
La gagnante de la saison est Pandora Nox, avec Metamorkid et Yvonne Nightstand comme secondes.